# Andrea Mayer
Andrea Mayer (Amstetten, 1962. április 19. –) osztrák politikus, a második Kurz-kormány, majd a Schallenberg- és Nehammer-kormány tagja, mint művészetügyi és kultúrügyi államtitkár.

## Karrier
A Bécsi Egyetemen tanult.
1993-tól a kultúrügyi minisztériumban majd a  tudományügyi miniszteriumban és újra a kultúrügyi minisztériumban dolgozott.
2017 februárjától a  szövetségi elnöki hivatalban dolgozott.